# Kołaczkowo
Kołaczkowo è un comune rurale polacco del distretto di Września, nel voivodato della Grande Polonia.
Ricopre una superficie di 115,95 km² e nel 2004 contava 6 123 abitanti.